# کسی¹ سگ بزرگ
کسی¹ سگ بزرگ یک ستاره است که در صورت فلکی سگ بزرگ قرار دارد.